# 李大淵
李大淵（1964年11月13日—），韓國男演員。

## 演出作品

### 電視劇
- 2003年：MBC《烈愛無間道》飾演 崔申富
- 2004年：SBS《魔術》
- 2004年：MBC《愛爾蘭》飾演 盧東碩
- 2005年：SBS《我的愛Toram》飾演 金日奉
- 2005年：KBS《18．29》
- 2005年：KBS《復活》飾演 慶基道
- 2005年：MBC《辛旽》飾演 奇辙
- 2006年：KBS《家有七公主》飾演 具秀漢
- 2006年：MBC《尋找姚樂茜》飾演 表班張
- 2006年：CGV《正祖暗殺神秘8日》飾演 閔仁房
- 2008年：KBS《大王世宗》飾演 崔海山
- 2008年：MBC《聚光燈》飾演 高炳川
- 2008年：KBS《傳說的故鄉》
- 2009年：KBS《回家的路》
- 2010年：KBS《推奴》飾演 明安僧人
- 2010年：SBS《Oh! My Lady 愛你喲》飾演 嚴大容
- 2011年：MBC《我的公主》飾演 蘇恂扰
- 2011年：KBS《完美的間諜》飾演 鄭圭容
- 2011年：KBS《公主的男人》飾演 權擥
- 2012年：KBS《赤道的男人》飾演 金敬畢
- 2012年：MBC《I do I do》飾演 廉社長
- 2012年：KBS《田禹治》飾演 文捕校
- 2013年：tvN《鄰家花美男》飾演 洪順哲
- 2013年：KBS《廣告天才李太白》飾演 崔社長
- 2013年：KBS《恩熙》飾演 金恆萬
- 2013年：KBS《劍與花》飾演 陶修
- 2013年：MBC《Medical Top Team》飾演 黃哲九
- 2013年：KBS《Drama Specila－馬鬼》
- 2013年：MBC《黃金彩虹》飾演 金在守
- 2014年：KBS《陽光滿溢》飾演 鄭道準
- 2014年：SBS《Three Days》飾演 韓基柱
- 2014年：KBS《黃金交叉》飾演 姜主完
- 2014年：KBS《Big Man》飾演 金漢斗
- 2014年：DRAMA Cube《Secret Love》飾演 神父
- 2014年：KBS《Drama Special－餞序齒列傳》飾演 李爾瞻
- 2014年：SBS《奔跑吧薔薇》飾演 張炳文
- 2015年：KBS《SPY》飾演 鄭奎勇
- 2015年：KBS《謝謝你，兒子啊》飾演 張亨山
- 2015年：KBS《Who Are You－學校2015》飾演 韓基春
- 2015年：tvN《Oh 我的鬼神君》飾演 申明浩
- 2015年：MBC《撲通撲通LOVE》飾演 崔萬理
- 2016年：Naver tvcast《疾風計劃》
- 2016年：MBC《Goodbye Mr. Black》飾演 閔勇宰
- 2016年：KBS《雲畫的月光》飾演 趙萬亨
- 2016年：MBC《吹吧，美風啊》飾演 李慶植
- 2017年：MBC《三色幻想－宇宙之星》飾演 宇宙爸爸
- 2017年：KBS《那女人的大海》飾演 尹東哲
- 2017年：tvN《她愛上了我的謊》飾演 崔賢宇
- 2017年：MBC《Two Cops》飾演 劉正滿
- 2017年：tvN《卞赫的愛情》飾演 張世萬
- 2017年：tvN《名不虛傳》飾演 黃教授
- 2018年：tvN《武法律師》飾演 禹亨萬
- 2018年：tvN《想暫停的瞬間：About Time》特別出演
- 2018年：SBS《如果是她的話》飾演 韓英哲
- 2019年：MBC《Item》飾演 申久哲
- 2019年：tvN《Abyss》 飾演  徐燦植
- 2019年：SBS《Stove League》飾演 金鍾武
- 2020年：tvN《哈囉掰掰，我是鬼媽媽》飾演 金判石（特別出演）
- 2020年：KBS《危險的約定》飾演 車萬宗（特別出演）
- 2022年：SBS《解讀惡之心的人們》飾演 白俊植
- 2022年：KBS1《加油，我的人生》飾演 張賢碩
- 2023年：KBS1《咣噹啷啷家族》飾演 姜基石
- 2024年：Coupang Play《家族计划》饰演 黄根安
- 2024年：SBS《熱血司祭2》飾演 李雄碩
- 2025年：Disney+《揭秘最前線》飾演 馬成春（特別演出）
- 2025年：tvN《愛情發芽中》飾演 僧侶

### 電影
- 1999年：《薄荷糖》
- 2000年：《JSA共同警戒區》
- 2001年：《壞男人》
- 2002年：《復仇》
- 2002年：《YMCA野球團》
- 2003年：《原罪犯》(客串)
- 2003年：《薔花，紅蓮》飾演 醫生
- 2004年：《三更2》
- 2004年：《DMZ非武裝地帶》
- 2005年：《恐怖夜車》
- 2005年：《舞者的純情》
- 2005年：《親切的金子》
- 2005年：《求愛守則》
- 2005年：《光植的弟弟光泰》
- 2007年：《優雅的世界》
- 2007年：《極樂島殺人事件》
- 2007年：《挖人行動》
- 2009年：《坡州愛慾事件簿》
- 2009年：《三角》
- 2010年：《小小蓮池》
- 2010年：《大鼻子情聖：戀愛操作團》
- 2011年：《平壤城》飾演 李世勣
- 2011年：《世界上最美麗的離別》
- 2012年：《舞后》飾演 弼帝
- 2013年：《南方大作戰》
- 2013年：《Dead And》
- 2013年：《11點》
- 2013年：《清夜》
- 2014年：《海賊：汪洋爭霸》飾演 李成桂
- 2015年：《如此美好》
- 2015年：《儲物櫃女孩》飾演 安先生
- 2015年：《誠實國度的愛麗絲》
- 2015年：《思悼》飾演 金尙魯（朝鲜语：김상로）
- 2016年：《純情》飾演 秀玉的爸爸
- 2016年：《恐怖故事3：來自火星的少女》
- 2017年：《I Can Speak》飾演 金宇彬

## 外部連結
- NAVER （页面存档备份，存于）